# Edward D. Swift
Edward Doane Swift (Marathon, 24 dicembre 1870 – Buffalo, 25 settembre 1935) è stato un astronomo statunitense, figlio di un altro astronomo, Lewis Swift.
Il padre ha scoperto molte comete ed Edward Swift ne ha seguito le orme co-scoprendo la cometa periodica 54P/de Vico-Swift-NEAT.